# Маркус Сальман
Маркус Сальман (швед. Marcus Sahlman, нар. 2 січня 1985, Гальмстад) — шведський футболіст, воротар клубу «Тромсе».
Насамперед відомий виступами за клуб «Хальмстад», а також молодіжну збірну Швеції.

## Клубна кар'єра
Народився 2 січня 1985 року в місті Гальмстад. Вихованець футбольної школи клубу «Хальмстад». Дорослу футбольну кар'єру розпочав 2003 року в основній команді того ж клубу, в якій провів п'ять сезонів, взявши участь у 26 матчах чемпіонату. 
У 2007 та у 2008 роках передавався в оренду в клуб «Треллеборг».
До складу клубу «Тромсе» приєднався 2009 року. Наразі встиг відіграти за команду з Тромсе 4 матчі в національному чемпіонаті.

## Виступи за збірну
Протягом 2004–2006 років  залучався до складу молодіжної збірної Швеції. На молодіжному рівні зіграв у 3 офіційних матчах.